# Данієль Кон-Бендіт
Данієль Кон-Бендіт (нім. Daniel Cohn-Bendit, нар. 4 квітня 1945, Монтобан, Франція) — європейський політик, один з лідерів травневих заворушень у Франції 1968 року, пізніше — активний діяч німецької та французької зелених партій. Депутат Європейського парламенту з 1994 року.

## Біографія
Народився 4 квітня 1945 року у французькому місті Монтобан в родині німецьких євреїв, які приїхали до Франції, тікаючи від нацизму. У 1958 році переїхав до Німеччини, де його батько працював юристом.
1966 року Данієль Кон-Бендіт повернувся до Франції і поступив до Університету Париж X Нантер на факультет соціальних наук, де керівником був відомий іспанський соціолог Мануель Кастельс. У 1967-1968 роках стає популярним серед студентів завдяки своїй неординарній поведінці і захопленню анархізмом. Чутки про виключення Кон-Бендіта з університету призвели до заворушень у студентському середовищі, через що рішення про його виключення було скасовано.
Під час травневих заворушень у Франції 1968 року проти уряду Шарля де Голля Данієль Кон-Бендіт був одним з лідерів заворушень.
У 1970-х роках, коли соціальні протести в Західній Європі пішли на спад, став редактором журналу «Pflasterstrand», що належав анархістській організації «Sponti-Szene» у Франкфурті-на-Майні. Там він бере участь в екологічних акціях, зокрема в акціях проти ядерної енергії та розширення франкфуртського аеропорту. Коли організація «Sponti-Szene» офіційно прийняла ідею парламентської демократії, Кон-Бендіт вступив до німецької зеленої партії — Союз 90/Зелені.
1988 року надрукував книгу французькою мовою «Nous l’avons tant aimée, la révolution» (укр. Ми так її любили, Революцію), сповнену ностальгією за контркультурою 1968 року. У цьому ж році він також анонсував зміну своїх політичних поглядів у бік центризму.
У 1989 році він став віце-мером Франкфурта-на-Майні і відповідальним за міжкультурні зв'язки. Також розробив гуманнішу міську політику щодо наркозалежних.
У 1994 році Данієль Кон-Бендіт був вибраний до Європейського парламенту від Союзу 90/Зелених, хоча й займав восьме місце у виборчому списку через свою позицію до Боснії і Герцеговини, бо, на відміну від своїх колег по партії, підтримав міжнародне вторгнення до неї.
На наступних виборах до Європейського парламенту в 1999 році він вертається у французьку політику як лідер французької партії зелених. У результаті партія набрала 9,72 % голосів виборців.
2002 року він стає президентом парламентської групи зелених разом з Монікою Фрассоні. 2009 року був переобраний до Європарламенту саме від французької партії зелених.
Під час виборів до Європарламенту 2014 року Кон-Бендіт залишив активну політику. Причиною не в останню чергу були стан здоров'я. Однак він продовжить «демонстрації та голосування».
Кон-Бендіт написав численні політичні есе та книги та веде різноманітні телевізійні програми. Він живе у Франкфурті-на-Майні та з 1997 року одружений зі своєю давньою партнеркою Інгрід Апель. Він має від неї сина і разом з ним виховав сина Інгрід Ніко Апеля.

## Підтримка України
У 2018 приєднався до звернення світових діячів культури із закликом звільнити засудженого в Росії українського режисера Олега Сенцова.